# モーターボート競走
- ボート > モーターボート > モーターボート競走
- 競技 > 競走 > 競漕(ボート競技) > モーターボート競走

モーターボート競走（モーターボートきょうそう、英語：Motorboat racing）とは、モーターボートを使用した競走。モーターボートレース、モーターボート競争、モーターボート競技とも呼ばれる。

## 種類
- パワーボート競走
  - ハイドロプレーン競走（Hydroplane racing）
    - 競艇 - 「ボートレース」と呼ばれるもののうち、日本と韓国の公営競技は、これを指す。

  - オフショアパワーボート競走（Offshore powerboat racing）
  - F1パワーボート世界選手権（F1 Powerboat World Championship）
- ドラッグボート競走（Drag boat racing）
- ジェットスプリントボート競走（Jet sprint boat racing）

など。